# Petrus (Cammin)
Petrus († 1300) war ein römisch-katholischer Geistlicher, von 1296 bis zu seinem Tod Bischof von Cammin in Pommern.
Er war unehelicher Geburt und gehörte dem Dominikanerorden an. In der Ordensüberlieferung wird er als „Polonus“ bezeichnet, was möglicherweise seine Zugehörigkeit zur Dominikanerprovinz Polen bezeichnen soll, der damals die meisten Dominikanerkonvente in Pommern angehörten.
Im Bistum Cammin hatte nach dem Tod von Bischof Jaromar, der 1293/1294 starb, das Camminer Domkapitel den Domkustos Wizlaw zum neuen Bischof gewählt. Wizlaw zog persönlich nach Rom, um vom Papst die Bestätigung seiner Bischofswahl zu erwirken. Doch lehnte Papst Bonifatius VIII. die Wahl ab, da sie nicht kanonisch erfolgt sein soll. Stattdessen ernannte der Papst den an der Kurie tätigen Dominikanerpriester Petrus zum neuen Bischof von Cammin. Dies ist durch eine Päpstliche Bulle vom 9. Januar 1296 überliefert. Damit hatte erstmals ein Papst einen Bischof von Cammin persönlich ausgewählt, statt einen vom Camminer Domkapitel gewählten Bischof zu bestätigen.
Petrus erhielt seine Bischofsweihe in Rom durch Gerhard, den Kardinalbischof von Sabina. Von 1297 bis 1298 hielt sich Petrus in seinem Bistum auf, wie durch von ihm ausgestellte Urkunden belegt ist. Im Jahre 1299 und bis zum 14. Oktober 1300 wurden Urkunden durch seinen Generalvikar namens Hildebrand ausgestellt. Petrus dürfte damals noch am Leben gewesen sein. Möglicherweise starb er auf einer Reise nach Rom in Genua.
Nach seinem Tod konnte sich das Camminer Domkapitel nicht auf einen Nachfolger einigen. Einige Domherren wählten Günther von Werle, Domherrn in Güstrow und Angehörigen des Mecklenburger Fürstenhauses, andere wählten Heinrich von Wacholz. Letzterer wurde durch den Papst bestätigt und konnte sich damit durchsetzen.